# Servio Cornelio Merenda
Servio Cornelio Merenda (en latín, Servius Cornelius P. f. Ser. n. Merenda) fue legado en el año 275 a. C. del cónsul Lucio Cornelio Léntulo Caudino y fue recompensado por este, por la captura de un pueblo en Samnio, con una corona de oro de cinco libras de peso.
Al año siguiente Merenda fue cónsul y de nuevo comandó en Samnio y Lucania.